# 新华街道 (大同市)
新华街道是中华人民共和国山西省大同市平城区下辖的一个街道。

## 建置沿革
- 2021年3月，设立新华街道。以原新建北路街道的卫星里社区居委会，新华街街道的卧虎湾、跃进街、东风园、局前、岳秀园、局西、局内、局东、新华南街9个社区居委会的行政区域为新华街道的行政区域。[2]
- 2021年6月9日，成立1个社区（新桥），将局内、局西2个社区整合成1个社区（局西），将卧虎湾社区名称变更为新悦社区，同时按照人口和面积科学合理划分社区管理服务区域。[3]

## 行政区划
新华街道下辖卫星里、卧虎湾、跃进街、东风园、局前、岳秀园、局西、局内、局东、新华南街10个社区居委会。
2021年6月9日新华街道优化调整后设10个社区（新悦、跃进街、东风园、局前、岳秀园、局西、局东、新华南街、卫星里、新桥）。